# Prosopocoilus forceps
Espèce
Prosopocoilus forceps est une espèce de coléoptère de la famille Lucanidae.

## Distribution géographique
Il prolifère sur l'île de Sumatra (Indonésie).